# Bassing
Bassing település Franciaországban, Moselle megyében. Lakosainak száma 107 fő (2022. január 1.). Bassing Bidestroff, Bourgaltroff, Domnom-lès-Dieuze, Guinzeling, Marimont-lès-Bénestroff, Molring és Nébing községekkel határos.

## Népesség
A település népességének változása:
| Lakosok száma | 139  | 108  | 132  | 133  | 121  | 122  | 119  | 111  | 107  | 107  |
|               | 1968 | 1982 | 1990 | 2006 | 2013 | 2015 | 2017 | 2019 | 2020 | 2022 |